# La Becquée
Vous lisez un « bon article » labellisé en 2022.
Cet article concerne le roman. Pour le tableau, voir La Becquée (Millet).
La Becquée est un roman de mœurs français de René Boylesve. L'œuvre, largement autobiographique, paraît en volume en 1901 après avoir été publiée l'année précédente en feuilleton.
Le narrateur, un jeune enfant, décrit la vie et les relations parfois compliquées des membres d'une famille regroupée autour de sa grand-tante Félicie, sur un vaste domaine terrien du sud de la Touraine dans les années qui suivent la guerre franco-allemande de 1870. L'entourage de la vieille dame profite de son hospitalité et reçoit d'elle « la becquée » en étant logé et nourri, situation que la tante assume. Or elle se sait malade et condamnée, et sa fin prochaine inquiète égoïstement ses proches plus qu'elle ne les émeut. Félicie initie le jeune Riquet à l'amour de la terre nourricière et à la gestion du domaine, espérant ainsi assurer la pérennité de celui-ci lorsque l'enfant aura grandi.
Le cadre régionaliste et réaliste de l'œuvre a en définitive peu d'importance, dans la mesure où le roman pourrait se situer dans n'importe quelle région. Ce cadre est surtout pour l'auteur l'occasion de se livrer à une étude de caractères, au premier rang desquels celui de la tante Félicie, qui ne vit que par et pour sa terre. Le livre est également une analyse, qui parfois se transforme en satire, des mœurs de la petite bourgeoisie de son époque. Le choix du narrateur, un enfant de cinq ans au début du roman, qui décrit mais n'interprète pas, donne plus de relief à cette étude et laisse au lecteur une part plus active.
Le roman a une suite, L'Enfant à la balustrade, publié en 1903.

## Résumé
Une citation de Jacques Amyot, en épigraphe du premier chapitre, donne d'emblée au lecteur l'explication du titre du roman,.

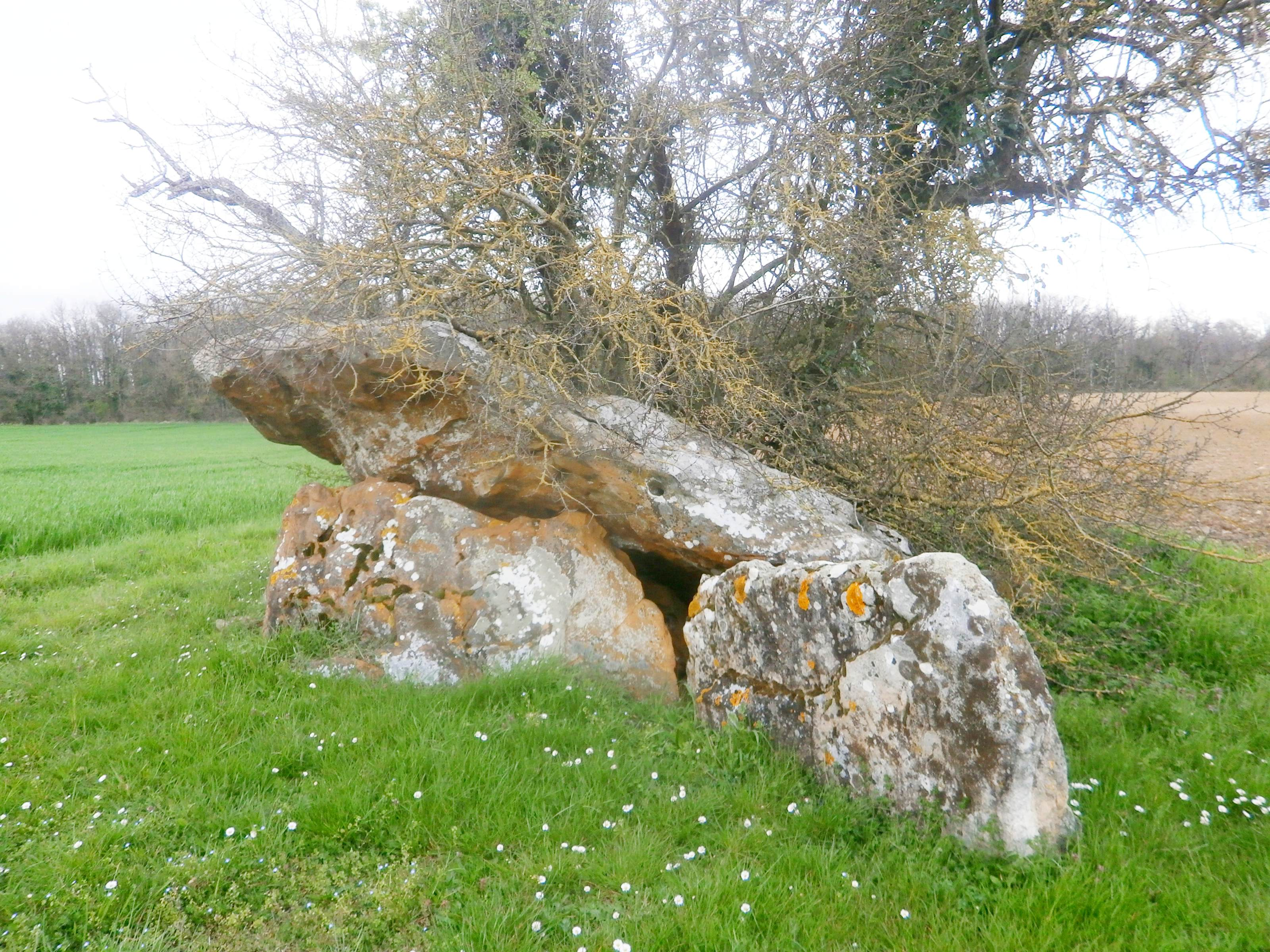
Le « Chillou du Feuillet », à Descartes, en limite de Marcé-sur-Esves.

Dans le sud de la Touraine, vers la fin de la guerre de 1870 — le roman se déroule de janvier 1871 à juin 1876 —, après le décès de sa mère, le jeune Henri Nadaud, surnommé Riquet, vient vivre à la grande ferme de Courance. Son père, accaparé par son étude de notaire, reste à la ville voisine. Là le jeune enfant observe et raconte la vie de sa famille, dominée par la forte personnalité de sa grand-tante Félicie, propriétaire des 400 hectares d'un domaine regroupé autour de la ferme principale. Félicie initie son petit-neveu à la gestion du domaine, au cours de longues promenades, pendant lesquelles ils font très souvent halte au pied d'un dolmen. Or cette « tante à héritage » est malade, condamnée, ce qui inquiète l'entourage nombreux qu'elle héberge, habitué à compter sur son soutien financier, à recevoir d'elle « la becquée ». Son beau-frère Casimir, en outre, n'a aucune prédisposition pour la gestion des biens et enchaîne avec une naïveté déconcertante les placements hasardeux et les désastres financiers. C'est ainsi qu'il prétend être en mesure d'acheter et de gérer, aux portes de Courance, un moulin et des terres que Félicie n'a jamais pu acquérir : ce sera un échec de plus à son compte. Quant à Philibert, le fils de Casimir, c'est un artiste peintre et dessinateur, aussi rêveur que Félicie est terre-à-terre, qui tire le diable par la queue à Paris et vit maritalement avec une modiste dont il a eu une fille. Lorsque l'inquiétude de son entourage devient trop explicite, plus au sujet de son propre avenir qu'à propos de la santé de la tante, et que la répartition de l'héritage espéré commence à être ouvertement discutée, Félicie coupe court : « Vous aurez à manger ».

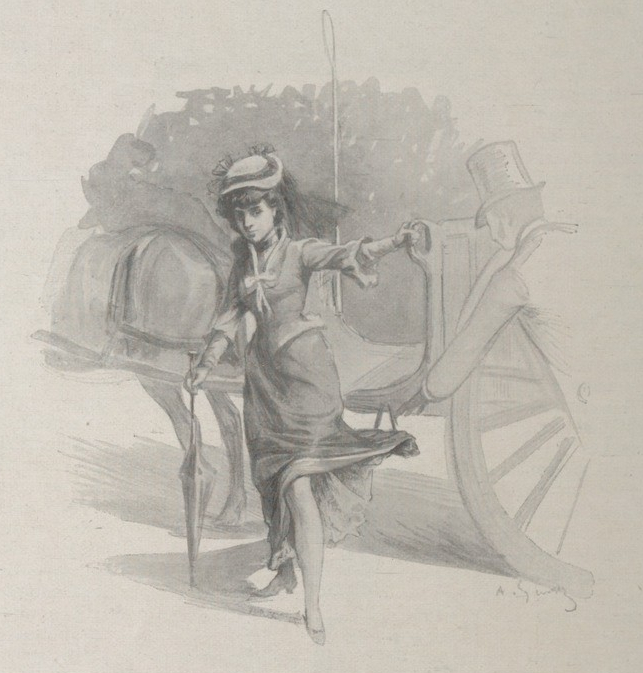
« La Créole » arrivant à Courance.

En outre, le père de Riquet envisage de se remarier avec une Créole, catholique mais amie d'Américains protestants, ce qui ne contribue pas à apaiser les tensions au sein de la famille. Félicie, rigoriste jusqu'à refuser de reconnaître l'existence de la fille de Philibert parce qu'elle est née d'une union libre, ne peut accepter le projet de son neveu. Pour elle comme pour sa sœur, mère de Me Nadaud, les mariages doivent se conclure au sein d'une même classe sociale, entre personnes de même origine géographique si possible. Elle reprend à son compte des lieux communs de l'époque : les Créoles sont « des femmes qui passent leur vie dans des hamacs, qui fument, qui sont malpropres et qui ne savent pas tenir un ménage ».
Ce n'est que lorsque Félicie apprend la gravité de sa maladie qu'elle commence à laisser libre cours à son bon cœur et que son affection, jusque là dissimulée, devient plus démonstrative. Elle meurt peu après, suivie de près par son mari dont l'attachement envers sa femme ne transparaissait pas jusqu'alors, et qui a même eu une fille avec l'une de ses fermières ; il ne peut supporter la disparition de Félicie, bien que leurs caractères aient été très différents, et se tue d'un coup de fusil de chasse. Riquet devient l'unique héritier du domaine, à charge pour son père, usufruitier, de servir une rente viagère à chaque membre de la famille. Courance est ainsi à l'abri de tout risque de démembrement, du moins jusqu'à la majorité de l'enfant et tous les proches de Félicie « auront à manger ».
L'Enfant à la balustrade, roman paru en 1903, est la suite de La Becquée.

## Personnages et caractères principaux
Boylesve ne dresse pas une fois pour toutes un portrait physique de ses personnages ; usant du même procédé que Prosper Mérimée et procédant par petites touches, il laisse au lecteur le soin de reconstituer ce portrait en rassemblant les éléments glanés au fil des pages. De même, l'auteur ne se livre pas dans ses pages à l'analyse explicite des caractères ; il donne au lecteur les éléments qui lui permettent de le faire.
Henri « Riquet » Nadaud, le narrateur, est identifié à René Boylesve au même âge. Il ne prend qu'exceptionnellement part à l'action et n'est, dans le roman, que le témoin des faits qu'il décrit, même s'il arrive que son opinion transparaisse dans la manière dont il raconte, principalement dans la seconde partie du roman où l'enfant, prenant de l'âge, acquiert une capacité de jugement plus sûre.
Félicie Planté, grand-tante de Riquet, propriétaire de Courance qu'elle dirige d'une main de fer, est le personnage central du roman, indissociable du domaine qui pourrait partager avec elle le titre de « personnage principal ». C'est autour d'elle que tout se joue ; c'est par elle que la famille rassemblée à Courance existe et c'est grâce à Félicie que cette famille peut subsister. Son attachement aux biens matériels s'accompagne d'un certain scepticisme à l'égard des dogmes religieux.
Casimir Fantin, beau-frère de Félicie et grand-père de Riquet, est un « aventurier » que tout oppose à sa belle-sœur. Son caractère enjoué et sa perpétuelle insouciance apportent cependant un peu de gaieté dans la vie assez austère de la famille,. Dans Les Bonnets de dentelle, le personnage d'Adolphe, homologue de Casimir, est qualifié par Boylesve d'« infatigable maladroit, incorrigible inventeur de la poudre, génial crétin » et telle fut la personnalité de Julien Boilesve, grand-père de René,,.
Me Nadaud, père de Riquet, notaire, ne serait qu'un personnage secondaire tant il n'intervient qu'épisodiquement dans le roman — il arrive même à Riquet d'appeler son père « le notaire » lorsqu'il le décrit dans l'exercice de sa profession — si son projet de remariage, après son veuvage dans les premières lignes du roman, ne constituait pas l'un des bouleversements sociétaux de ce petit monde.
Philibert Fantin, fils de Casimir, artiste peintre idéaliste mais au bon cœur indéniable, fait également preuve, en voulant épouser la mère de son enfant, d'un profond sens de la famille, à contre-courant de celui, plus artificiel, des autres personnages qui le qualifient de « dévoyé » ; Félicie se rapproche cependant de lui à la fin de sa vie et tente même de l'intéresser, sans grand succès, à la marche de Courance.
M. Laballue, parent éloigné et ami de Félicie, ce qui rend son mari jaloux, est un ancien avocat. Son surnom de « Sucre-d'Orge » — le même que celui de M. Bréchard, son modèle — lui vient de sa capacité à supporter avec le sourire et en toutes circonstances le caractère de Félicie à qui il rend visite chaque mercredi. Il a sur elle une réelle influence ; de son côté, elle lui fait entièrement confiance au point de déposer son testament entre ses mains.

## Longue gestation

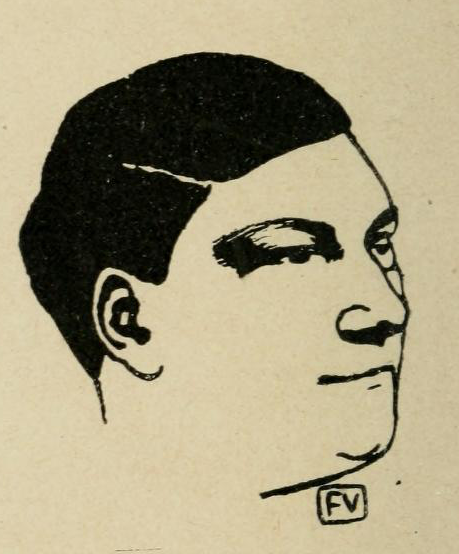
Hugues Rebell, par Félix Vallotton (v. 1898).

Très tôt, vers 1893 ou 1894, René Boylesve semble avoir été encouragé par son ami Hugues Rebell à publier un livre tiré de ses souvenirs d'enfance dans le sud de la Touraine ; il y en aura deux, La Becquée suivi de L'Enfant à la balustrade.

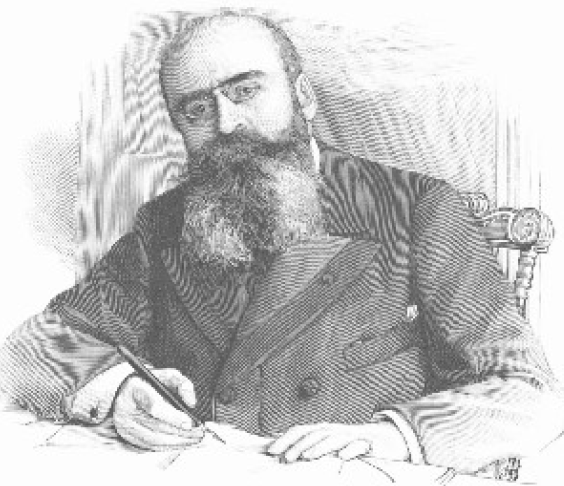
Louis Ganderax.

En 1899 Boylesve soumet à Louis Ganderax, directeur de la Revue de Paris, Les Bonnets de dentelle, deuxième version d'un roman sur ses souvenirs de petite enfance — le manuscrit de la première version semble perdu. Le texte est refusé par l'éditeur qui en souligne toutefois l'intérêt, mais qui reproche à Boylesve un style pas assez resserré et une intrigue trop courte : le roman se termine à l'annonce du verdict médical pour la tante Félicie ; il est rédigé de manière impersonnelle.
Boylesve, après une parenthèse consacrée à l'écriture de Mademoiselle Cloque, remanie donc son manuscrit et parvient à proposer un texte plus condensé (un tiers plus court) mais dont l'histoire s'étend sur une durée plus longue de trois ans, jusqu'à la mort de Félicie sous le titre de La Becquée. Le jeune Henri devient le narrateur même si la tante Félicie reste le personnage central ; le nom de la plupart des protagonistes, dont celui du narrateur, est modifié. Le style est plus direct, les phrases plus courtes. Autre modification, plus anecdotique mais immédiatement perceptible par le lecteur, le parler très patoisant de certains personnages des Bonnets de dentelle est corrigé et neutralisé, permettant un accès plus facile à un lectorat élargi. Le texte est alors accepté par Ganderax à qui Boylesve dédie le roman.
La Becquée est le premier roman d'une période « autobiographique » dans l'œuvre de Boylesve, où il se met lui-même en scène, alors qu'il n'apparaît pas dans Mademoiselle Cloque, qui se déroule sur les lieux ou Boylesve a vécu adolescent. Si Mademoiselle Cloque inaugure aussi un « nouveau style » de rédaction dont l'auteur ne se départira plus et qui semble faire le lien entre Gustave Flaubert et Marcel Proust selon Charles Du Bos, il est possible, à la lecture des Bonnets de dentelle et de La Becquée, de suivre l'évolution de l'écriture de Boylesve sur un même sujet de roman,. Pierre Joulia estime d'ailleurs que les exigences de Ganderax ne font que pousser Boylesve vers un style plus classique qui correspond au fond davantage à la nature de l'écrivain.
Au même titre que le marquis d'Aubrebie dans Mademoiselle Cloque ou le baron de Chemillé dans La Leçon d'amour dans un parc peuvent être considérés comme les porte-parole de l'auteur, M. Laballue, ami de Félicie, se charge ponctuellement dans La Becquée d'exprimer l'opinion de René Boylesve. L'écrivain s'incarne donc dans deux personnages, l'enfant qui raconte, décrit mais ne juge pas, et l'homme d'âge mûr dont les avis sont attendus et écoutés par les autres protagonistes qui pourtant ne l'aiment pas.

## Roman en apparence régionaliste
Avec Mademoiselle Cloque, l'Enfant à la balustrade, La Leçon d'amour dans un parc et Le Médecin des dames de Néans, La Becquée fait partie des romans que René Boylesve a consacrés à « sa petite patrie » selon François Trémouilloux, c'est-à-dire la Touraine. Pourtant, La Becquée n'est pas un roman régional et les souvenirs d'enfance de Boylesve ne sont qu'un support dans lequel il développe ses études de mœurs. Dans cette œuvre, le cadre importe peu même s'il est symbolique pour l'auteur qui construit l'histoire autour de personnages, de lieux et de faits connus de lui : l'intrigue aurait très bien pu se dérouler dans n'importe quel autre grand domaine terrien et mettre en avant les mêmes problématiques. Boylesve fait sienne cette formule d'Émile Zola : « la vérité matérielle ne doit être qu’un tremplin pour s’élever plus haut ».

### Autobiographie partielle

#### Le clan familial
René Boylesve, comme le personnage de Riquet à qui il sert de modèle, perd sa mère très jeune et il est élevé par sa grand-tante Clémence Janneau qui devient le personnage de Félicie Planté. Comme dans le roman, celle-ci meurt à son tour (en 1876) et son mari se suicide un peu plus de cinq mois plus tard. L'assimilation entre le personnage et son modèle est telle qu'après la publication de La Becquée, Clémence Janneau n'est plus évoquée, dans la famille, que sous le nom de « tante Félicie ». Le plus grand nombre des parents de Boylesve, oncles, tantes, grands-parents, figurent dans La Becquée. L'auteur avait par contre une sœur, Marie, cohéritière comme lui du domaine de la Barbotinière à la mort de Clémence Janneau, qui n'apparaît pas dans le roman.
Les patronymes des personnages du roman semblent être souvent choisis par Boylesve pour exprimer des traits de leur caractère ou de leur fonction. Ainsi, la grand-tante Félicie s'appelle « Planté », référence possible à son solide enracinement à la terre — elle est dénommée « Plateau » dans Les Bonnets de dentelle. À l'opposé, le nom de famille du grand-père Casimir, « Fantin », sans être caricatural, convient particulièrement bien à ce presque vieillard resté un grand enfant. Le nom du cocher-jardinier, « Fridolin », est sans doute retenu pour sa consonance amusante, à une époque où il ne désigne pas encore, de manière péjorative, les Allemands,.

#### Le domaine de Courance (la Barbotinière)
- La Chaume : toponyme réel
- (La Chaume) : toponyme du roman

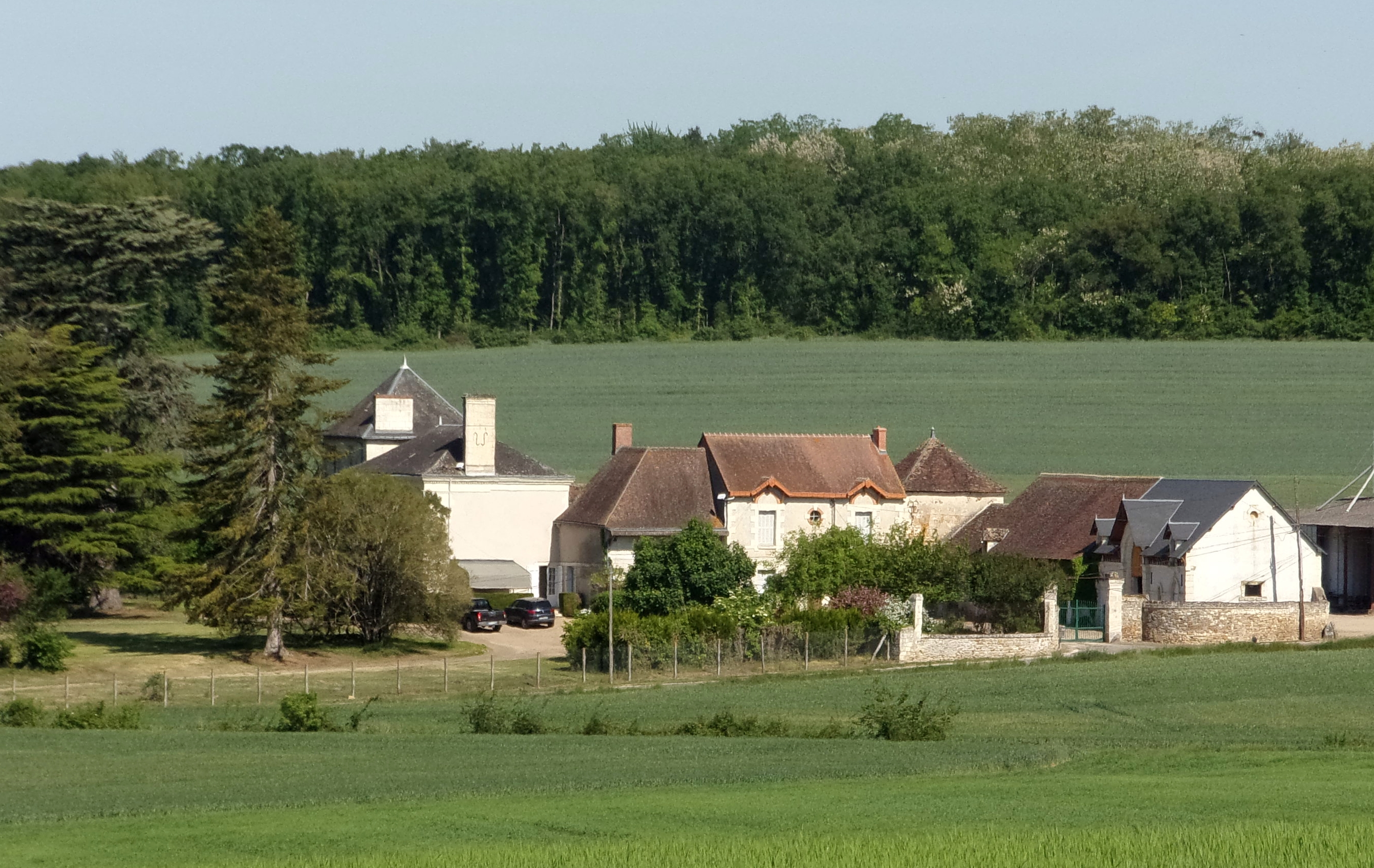
La Barbotinière (Courance).

Plan de situation.

Les lieux décrits par Boylesve sont, parfois sous des noms d'emprunt, pour la plupart réels et correspondent à ceux où l'écrivain a passé son enfance. La Haye Descartes, où il est né, devient Beaumont. L'ancienne commune de Balesmes, rattachée à la précédente en 1966, est appelée La Ville-aux-Dames, commune tourangelle bien réelle mais située à près de 50 km de là. Le domaine de Courance, de son vrai nom « la Barbotinière » et propriété de Clémence Janneau, est baptisé du nom du petit ruisseau presque à sec qui le traverse, toponyme qui peut également évoquer, dans l'esprit du roman, le temps qui s'enfuit. Les lieux-dits avoisinants, comme « l'Épinay », « la Chaume », « les Sapins » ou « le Moulin de Gruteau » sur l'Esves gardent pour leur part leur dénomination ; le dolmen au pied duquel Félicie s'assied pour contempler son domaine existe lui aussi sous le nom de « Chillou du Feuillet », appellation qu'il conserve dans le roman.
Les distances entre ces différents points sont moins importantes dans la réalité que dans le roman, mais il s'agit d'un effet voulu par Boylesve qui adopte le regard d'un enfant voyant les choses en grand.

### Thématique chère à Boylesve

#### La terre nourricière et la famille
Le thème principal de La Becquée est l'étude des rapports ambigus et contradictoires que la tante Félicie entretient, d'une part avec sa propriété, d'autre part avec sa famille, principalement composée de parasites comme elle assez âgés, qui n'ont pas pu ou su assurer leur autonomie financière et qui attendent d'elle « la becquée ».
Elle nourrit une véritable passion pour la terre de son domaine qui la fait vivre, elle et ses proches. Elle organise jusqu'au plus petit détail la marche de ses propriétés et se tient au courant, jour après jour, des moindres événements se déroulant dans l'une ou l'autre de ses six métairies qu'elle visite quotidiennement. Dès le début du roman, le ton est d'ailleurs donné lorsque Félicie constate, dans la période troublée de la guerre de 1870, que la terre est encore l'investissement le plus solide : « ils [les Prussiens] ne l'emporteront pas à leur semelle ». Pourtant, elle ne cherche jamais à s'enrichir, elle et les siens vivant modestement : Courance est la source de revenus qui doit rapporter de quoi vivre, pas plus,.
Elle aime également profondément, de manière moins démonstrative, sa famille : elle répond aux créanciers de son beau-frère Casimir qu'elle recueille chez elle sans pour autant s'impliquer financièrement au point de mettre Courance en péril et, en cachette, glisse des billets de banque dans des enveloppes à destination de son neveu Philibert. La puissance de son personnage balzacien s'exprime d'ailleurs dans les oppositions, voire les confrontations des caractères de ces trois protagonistes.
Ces deux préoccupations de Félicie rappellent que le domaine terrien, au XIXe siècle, est bien souvent le cadre dans lequel se forme et se développe une famille de la bourgeoisie.

#### La fin d'un monde
Boylesve exprime à la fin du roman l'idée qu'avec la mort de la tante une page se tourne définitivement et que, malgré les précautions que Félicie a pu prendre et quoi qu'elle en dise, l'avenir de Courance ne ressemblera pas à son passé ; l'auteur semble d'ailleurs avoir eu comme intention d'intituler « La Fin d'un monde » la toute première version de son texte.

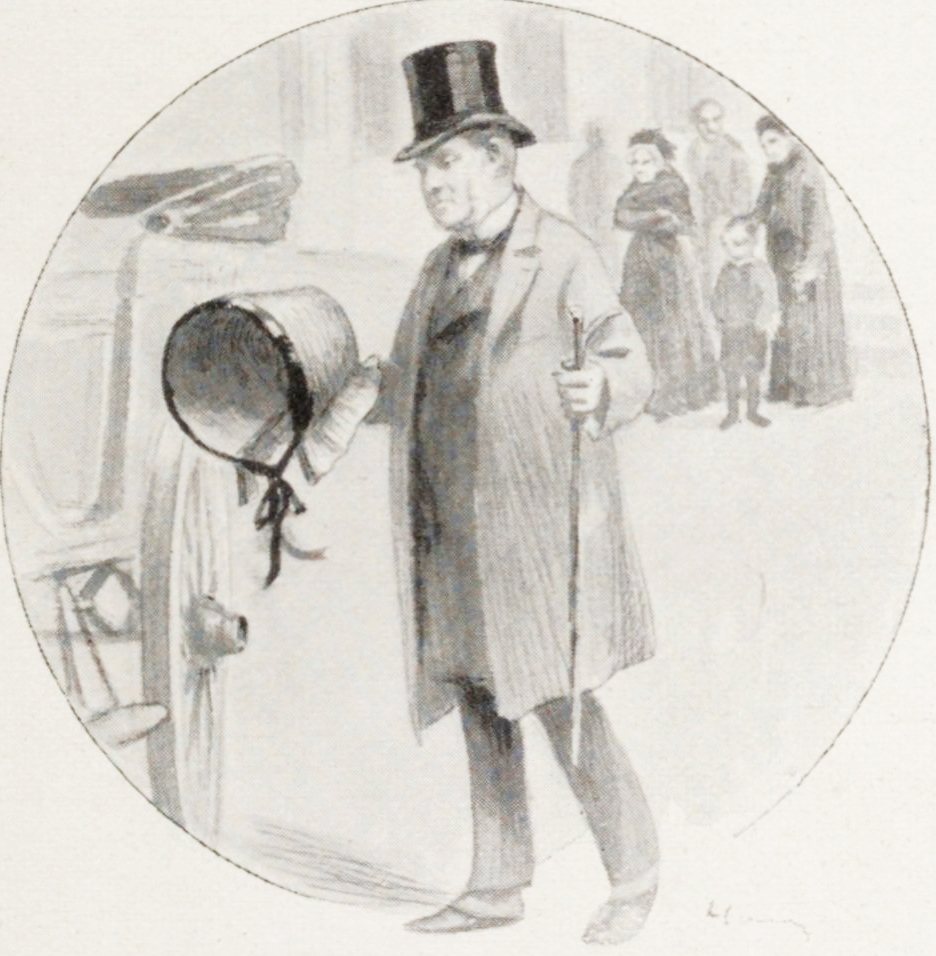
M. Laballue emportant le chapeau et la canne de Félicie.

L'ère de Félicie, mais aussi et surtout de Courance, se termine lorsque le cortège funèbre emprunte, pour se rendre au cimetière, une partie de la route que la maîtresse du domaine, coiffée d'un chapeau de paille et une canne à la main, suivait lors de ses tournées quotidiennes de ferme en ferme. Et c'est bien à la fin d'un monde que les protagonistes assistent dans les dernières lignes du roman : sous leurs yeux, sorte de « seconde mort » de Félicie, le chapeau de paille et la canne quittent Courance dans les mains de M. Laballue, l'ami fidèle et seul désintéressé à qui Félicie les a légués. Cette dernière scène est la retranscription fidèle de ce qui s'est produit après la mort de Clémence Janneau.
Bien avant cette issue, d'autres fêlures apparaissent en filigrane, préfigurant le dénouement final. Le père de Riquet épouse « la Créole », au mépris des usages de sa classe sociale. Félicie, sa volonté émoussée par la maladie et la douleur, reprend ses parties de cartes quotidiennes avec Casimir après une longue brouille et elle finit par accepter de recevoir à Courance la femme de son neveu Philibert ; celle-ci sera d'ailleurs la garde-malade de Félicie jusqu'à sa mort, peut-être justement parce qu'elle n'appartient pas au « clan » familial.
Boylesve évoque également, entre les lignes, la fin d'un autre monde, celui de la bourgeoisie terrienne en général dont une partie de la famille du romancier est issue. La scène où le fermier Pidoux tient tête à Félicie témoigne selon André Bourgeois de la « poussée en avant du peuple, poussée lente, mais puissante » et de la profonde mutation en cours de la société en écho à la Commune de Paris.

#### L'éducation d'un enfant
Boylesve évoque souvent le sujet de l'éducation dans ses œuvres ; c'est d'ailleurs le cas dès la première d'entre elles, Le Médecin des dames de Néans, et il en fait même le titre de certains romans comme La Leçon d'amour dans un parc et Les Nouvelles Leçons d'amour dans un parc ou La Jeune Fille bien élevée.
Ici, il ne s'agit pas de l'éducation au sens scolaire du terme — même si la grand-tante apprend à Riquet à lire sur un paravent qui décore la salle à manger, ou qu'elle s'inquiète, lors d'un voyage qu'elle fait, de savoir si le petit fait bien les devoirs qui lui sont demandés par M. Laballue chaque mercredi — mais d'une suite de leçons de vie toujours appuyées sur des exemples concrets. À chacune de leurs promenades et même plus tard, lorsqu'elle ne peut plus quitter son fauteuil, Félicie se charge de guider le jeune Riquet dans l'apprentissage de ses rapports avec une terre qu'elle veut nourricière, espérant le voir reprendre la gestion du domaine après sa mort, mais elle lui enseigne également la complexité des relations entre les adultes. Le jeune enfant peut d'autant mieux percevoir cette complexité, sinon la comprendre que les grandes personnes, en raison de son jeune âge, ne se montrent pas toujours d'une grande discrétion en sa présence,.

#### Le respect des convenances
La satire des convenances en usage dans la petite bourgeoisie de la fin du XIXe siècle apparaît à de nombreuses occasions.

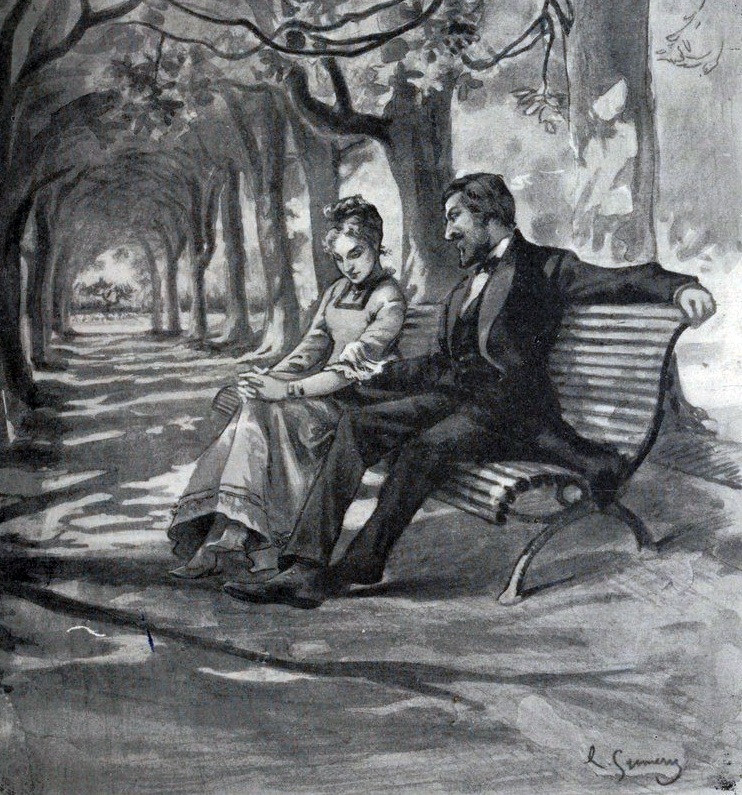
Philibert et Mme Letermillé.

Il est inconcevable d'avoir un enfant hors du mariage (comme Adrienne, fille de Philibert et de Marceline), mariage qui se doit par ailleurs d'être célébré entre personnes du même rang social, de la même religion et, si possible, de la même région (au contraire de celui de M. Nadaud et de « la Créole »). En toutes circonstances, il faut « faire comme tout le monde ». Même la volonté clairement annoncée de Philibert d'épouser Marceline, pour donner un « statut officiel » à Adrienne, ne trouve pas grâce aux yeux de la famille et le sens du devoir de Philibert ne coïncide pas avec celui des autres : il faut au neveu de Félicie une femme convenable, et son entourage s'emploie, sans succès toutefois, à chercher à le marier à Mme Letermillé, une jeune veuve. Plus tard, c'est Me Nadaud qu'on veut unir à Mme Letermillé, pour des raisons analogues mais sans plus de réussite.
Une trop grande beauté est également considérée, pour une femme, comme un handicap voire un danger ; c'est ainsi que Mme Letermillé se désole auprès de Philibert de ce que, depuis son veuvage, sa conduite doive être encore plus exemplaire que si elle avait été laide car elle est censée être plus « sollicitée ». Boylesve reprend cette thématique dans L'Enfant à la balustrade, mais à propos cette fois de la Créole :« [...] on la jugeait trop jolie pour être ce qu'on appelle en province une femme comme il faut ».
Montrer sa douleur ou ses sentiments est un aveu de faiblesse. La dernière partie du roman, lorsque Félicie s'efforce, sans y parvenir, de cacher à son entourage sa souffrance et les signes de sa déchéance physique, est une forte leçon de stoïcisme mais aussi la manifestation d'une forme d'orgueil ; jusqu'au bout, Félicie ne pense qu'à Courance. Elle fait passer l'œuvre avant l'homme, comme elle le dit à Riquet : « Ton père, ta grand-mère, tes oncles, tes tantes, c'est très bien mais regarde cette terre-là : c'est elle qui les fera vivre tous » et c'est sans nul doute cette certitude qui la pousse à se battre jusqu'à la dernière minute et lui permet de retarder, dans une certaine mesure, l'échéance fatale.

## Réception de l'ouvrage
Alors que L'Enfant à la balustrade connaît vingt-et-un tirages de son édition originale, La Becquée s'arrête au dixième tirage ; Henry Bidou explique cette situation par un décalage entre l'aspect confidentiel et intimiste de l'œuvre de Boylesve et la nature plus extravertie des lecteurs les plus jeunes. L'ouvrage est réédité dans les années 1910-1920 par Calmann-Lévy mais plus aucune parution n'a lieu avant la fin des années 1980.
La critique et des écrivains contemporains de Boylesve se montrent élogieux. Dans son numéro du 15 mai 1901, La Revue naturiste déclare ainsi que La Becquée est l'un des meilleurs livres de l'année. Le critique Pierre Lasserre qualifie La Becquée de « chef-d'œuvre, grand livre qui procure au lecteur une émotion sacrée ». Marcel Proust, dont le style littéraire est souvent comparé à celui de Boylesve, juge dans sa correspondance La Becquée « admirable ». Pour Jacques des Gachons, c'est un livre « vrai et juste », un de « ceux qu'il est indispensable d'avoir lu » pour Albert Déchelette. Dans un hommage à René Boylesve quelques jours après sa mort dans Les Nouvelles littéraires, artistiques et scientifiques, Edmond Jaloux évoque « un livre si fort et si grand ».
En 1913, un projet d'adaptation du roman pour le théâtre est évoqué dans Le Monde artiste, sans suite.

## Éditions
- La Becquée, parution en feuilleton dans La Grande Revue à partir d'octobre 1900.
- La Becquée, Paris, Éditions de la Revue blanche, 1901, 293 p. (lire en ligne) (édition originale).
- La Becquée  (ill. Adolphe Gumery), Paris, Calmann-Lévy, 1910, 121 p. (lire en ligne) (nombreuses rééditions)
- La Becquée, Paris, 10/18, coll. « Fins de siècles », 1988, 320 p. (ISBN 978-2-264-01113-8).
- La Becquée, Trédition, coll. « Trédition classics », 2012, 188 p. (ISBN 978-3-8491-3003-9).
- La Becquée, Paris, Marivole, coll. « Terroir classique », 2013, 160 p. (ISBN 978-2-36575-029-5 et 2-3657-5029-X).
- La Becquée, SAGA Egmont, 2021, 147 p., livre numérique (ISBN 978-87-26-65768-5).